# Klasztor św. Benedykta w Palendriai
Klasztor św. Benedykta w Palendriai – męski klasztor benedyktyński w Palendriai, koło Kielm, na Litwie, ufundowany w 1996 roku, jako przeorat opactwa św. Piotra w Solesmes. Należy do Kongregacji Solesmeńskiej.

## Historia
Klasztor powołano z inicjatywy opatów z klasztoru św. Piotra w Solesmes, za zgodą arcybiskupa Wilna, kardynała Wincentego Słodkiewicza. Pierwsi mnisi przybyli do Palendriai, w diecezji szawelskiej, w 1996 roku.
W 1998 roku wybudowano pierwszy dom dla zakonników, zaś budowa nowego kompleksu trwała w latach 1999-2001.
Kościół klasztorny konsekrowano w 2002 roku, w obecności opata klasztoru św. Piotra w Solesmes - Dom Philippe'a Dupont'a, nuncjusza apostolskiego na Litwie oraz biskupów litewskich i zagranicznych. Obecnie w klasztorze mieszka 14 mnichów.
Na wieży klasztoru wiszą trzy dzwony, wykonane w 2001 roku, w odlewni Eijsbouts, w Asten. Ważą ok. 600, 900 i 1600 kg. Noszą imiona: Casimirus, Petrus i Maria. Instrumenty te biją o określonych porach dnia.